# Ceretto Lomellina
Ceretto Lomellina ist eine Gemeinde mit 187 Einwohnern (Stand 31. Dezember 2024) in der südwestlichen Lombardei im Norden Italiens. Die Gemeinde liegt etwa 38 Kilometer westnordwestlich von Pavia an der Agogna in der Lomellina. 